# لغات أراواكية
الأراواكية هي عائلة لغوية من لغات الهنود بأمريكا الجنوبية والكاريبي.
استخدم أصلا اٍسم أراواك حصرا للاٍشارة للقبيلة القوية في جزر الأنتيل الهولندية، غيانا وسورينام. القبيلة أصبحت حليفة للإسبان لأنهم كانوا أعداءا لجماعات الكاريب وفي حالة حرب معهم. أشكال من اللغة الأراواكية لا تزال تُتحدث في سورينام.